# Zofia Charlotta z Meklemburgii-Strelitz
Zofia Charlotta z Meklemburgii-Strelitz (Sophie Charlotte zu Mecklenburg-Strelitz; ur. 19 maja 1744 w Mirow, zm. 17 listopada 1818 w pałacu Kew) – niemiecka księżniczka Meklemburgii-Strelitz, królowa Wielkiej Brytanii w latach 1761–1818 oraz królowa Hanoweru w latach 1814–1818 jako żona Jerzego III.

## Życiorys
Urodziła się 19 maja 1744 w Mirow jako najmłodsze dziecko Karola Ludwika Fryderyka, księcia Meklemburgii-Strelitz (1708–1752), oraz jego żony, Elżbiety z Saksonii-Hildburghausen (1713–1761). Księstwo Meklemburgii-Strelitz, z którego pochodziła, było wówczas niewielkim księstwem, które wchodziło w skład Świętego Cesarstwa Rzymskiego.
Zyskała podstawową wiedzę z botaniki, nauk przyrodniczych i języków. Uczono ją zarządzania domem. Obowiązki książęce zaczęła pełnić w 1752, gdy jej brat Adolf Fryderyk objął tron książęcy.
Zaskoczeniem dla Charlotty była propozycja małżeństwa od brytyjskiego króla, Jerzego III. Wybrano ją m.in. ze względu na przekonanie, że pochodząca z niewielkiego księstwa siedemnastolatka nie będzie się zajmować pałacowymi intrygami i interesować polityką. W lipcu 1761 ogłoszono zaręczyny. Do Meklemburgii-Strelitz przyjechała angielska delegacja na czele z hrabią Simonem Harcourtem, który podpisał z księciem Adolfem Fryderykiem IV kontrakt ślubny. Dwa dni później, 17 sierpnia 1761, Charlotta wraz z bratem i angielską eskortą wyruszyła do Wielkiej Brytanii.
W dniu przybycia do Londynu, 8 września 1761, poślubiła Jerzego III. Uroczystość odbyła się w kaplicy królewskiej w Pałacu św. Jakuba. Ceremonii przewodniczył arcybiskup Canterbury, Thomas Secker, a jedną z druhen była Sarah Lennox, była sympatia pana młodego. Uroczystość odbyła się w całości po angielsku, a jedynymi słowami, jakie wypowiedziała Charlotta były: „Ich will” („Chcę”). Koronacja Jerzego i Charlotty na króla i królową Wielkiej Brytanii i Irlandii odbyła się dwa tygodnie później, 22 września 1761.
Przez pewien czas panowało napięcie między nową królową a matką króla. Pomimo braku sympatii teściowej i tego, że król był przed ślubem związany z wieloma kobietami, małżeństwo było szczęśliwe. Jerzy III i Zofia mieli 15 dzieci, w tym dwóch przyszłych królów Wielkiej Brytanii.
Pałac św. Jakuba, gdzie odbył się ślub, funkcjonował jako oficjalna rezydencja pary królewskiej. Krótko po ślubie król nabył pobliską posiadłość, Buckingham. Około 1762 para królewska przeniosła się do tej rezydencji. Pierwotnie miało to być prywatne miejsce odosobnienie. Charlotta upodobała sobie rezydencję i spędzała tam tak dużo czasu, że posiadłość stała się znana jako „Dom Królowej” (ang. Queen’s House). Wszystkie dzieci Charlotty (oprócz najstarszego syna) urodziły się w Buckingham, chociaż pałac św. Jakuba pozostał oficjalną i ceremonialną rezydencją królewską. Para królewska spędzała też czas w domku myśliwskim w Windsorze, który urządziła Charlotta.
Królowa Charlotta była żywo zainteresowana sztuką, wspierała Johanna Christiana Bacha, który był jej nauczycielem muzyki. Swój utwór poświęcił jej Wolfgang Amadeus Mozart. Ceniła twórczość Georga Friedricha Händla. Królowa zakładała domy i szpitale dla przyszłych matek oraz sierocińce. Charlotta była także amatorką botaniczką. W królewskich ogrodach gromadziła rzadkie gatunki roślin. Dużą wagę przywiązywała do edukacji – szczególnie swoich córek. Szybko nauczyła się języka angielskiego.
Przypisuje się jej sprowadzenie do Wielkiej Brytanii bożonarodzeniowego drzewka. Ustawiła je w grudniu 1800 w myśliwskim pałacyku w Windsorze.
Królowa utrzymywała serdeczne stosunki z Marią Antoniną, królową Francji. Obie kochały muzykę i sztukę. Gdy we Francji wybuchła rewolucja, Charlotta szykowała dla Marii Antoniny i jej rodziny apartamenty. Kobiety nigdy się nie spotkały. Charlotta mocno przeżyła śmierć korespondencyjnej przyjaciółki.
Królowa starała się wpływać na politykę prowadzoną przez Jerzego III, ale czyniła to dyskretnie. Interesowała się sprawami niemieckimi, np. wojną o sukcesję bawarską w latach 1778–1779.
Związek z Jerzym III był obarczony chorobą króla, porfirią, choć błędnie uważano, że oszalał. Po wystąpieniu u króla objawów choroby trafił pod opiekę żony, która jednak nie mogła go często odwiedzać ze względu na jego gwałtowne zachowanie. Pomimo tego królowa wspierała męża w chorobie. Choć to ich syn Jerzy miał pełnię władzy (był uznanym przez parlament regentem), Charlotta była prawną opiekunką Jerzego III od 1811 aż do swojej śmierci. Choroba męża doprowadziła królową do depresji.
Zmarła 17 listopada 1818 w Kew i została pochowana w kaplicy św. Jerzego na zamku w Windsorze.

## Małżeństwo i potomstwo
8 września 1761 roku wyszła za mąż za króla Wielkiej Brytanii Jerzego III. Miała z nim piętnaścioro dzieci:
- Jerzy (ang. George Augustus Frederick; ur. 12 sierpnia 1762 w Londynie, zm. 26 czerwca 1830 w Windsorze) – król Wielkiej Brytanii jako Jerzy IV. W 1795 roku ożenił się z Karoliną Brunszwicką. Miał z nią jedną córkę – Charlottę Augustę, żonę pierwszego króla Belgów, Leopolda I Koburga.
- Fryderyk August (ang. Frederick Augustus; ur. 16 sierpnia 1763 w Londynie, zm. 5 stycznia 1827 tamże) – książę Wielkiej Brytanii i Irlandii, książę Yorku, Brunszwiku-Lüneburga, biskup Osnabrück, brytyjski marszałek. W 1791 roku ożenił się z Fryderyką Charlottą von Hohenzollern. Para nie miała dzieci.
- Wilhelm (ang. William Henry; ur. 21 sierpnia 1765 w Londynie, zm. 20 czerwca 1837 w Windsorze, Berkshire) – król Wielkiej Brytanii jako Wilhelm IV. Od 1818 roku był żonaty z Adelajdą z Saksonii-Meiningen.
- Charlotta (ang. Charlotte Augusta Matilda; ur. 29 września 1766 w Londynie, zm. 5 października 1828 Pałac Ludwigsburg). W 1797 roku wyszła za mąż za późniejszego króla Wirtembergii, Fryderyka I Wirtemberskiego. Para nie miała dzieci.
- Edward August (ang. Edward Augustus; ur. 2 listopada 1767 w Londynie, zm. 23 stycznia 1820 w Sidmouth) – książę Kentu i Strathearn. W 1818 roku ożenił się z Wiktorią z Saksonii-Coburga-Saalfeld. Miał z nią jedną córkę, przyszłą królową brytyjską, Wiktorię.
- Augusta Zofia (ang. Augusta Sophia; ur. 5 listopada 1768 w Londynie, zm. 22 września 1840 tamże).
- Elżbieta (ang. Elizabeth; ur. 22 maja 1770 w Londynie, zm. 10 stycznia 1840 we Frankfurcie nad Menem). W 1818 roku wyszła za mąż za landgrafa Hesji-Homburg, Fryderyka VI. Para nie miała dzieci.
- Ernest August (ang. Ernest Augustus; ur. 5 czerwca 1771 w Londynie, zm. 18 listopada 1851 w Hanowerze) – król Hanoweru w latach 1837–1851 jako Ernest August I. Wraz z jego wstąpieniem na tron hanowerski zakończyła się unia personalna Hanoweru i Wielkiej Brytanii. Od 1815 roku był żonaty z Fryderyką z Meklemburgii-Strelitz. Para doczekała się dzieci, w tym przyszłego króla Hanoweru – Jerzego V.
- August Fryderyk (ang. Augustus Frederick; ur. 27 lutego 1773 roku w Londynie, zm. 21 kwietnia 1843 tamże) – książę Sussex. Dwukrotnie żonaty – jego pierwszą żoną była Augusta Murray, drugą – Cecylia Underwood. Z pierwszą żoną miał dwoje dzieci.
- Adolf (ang. Adolphus Frederick; ur. 24 lutego 1774 w Londynie, zm. 5 lipca 1850 tamże) – książę Cambridge i wicekról Hanoweru. W 1818 roku ożenił się z Augustą Wilhelminą Heską. Miał z nią troje dzieci.
- Maria (ang. Mary; ur. 25 kwietnia 1776 w Londynie, zm. 30 kwietnia 1857 tamże). W 1816 roku wyszła za mąż za księcia Gloucester i Edynburga, Wilhelma Fryderyka Hanowerskiego. Para nie miała dzieci.
- Zofia (ang. Sophia Matilda; ur. 3 listopada 1777 roku w Londynie, zm. 27 maja 1848 tamże).
- Oktawiusz (ang. Octavius; ur. 23 lutego 1779 w Londynie, zm. 3 maja 1783 w Kew).
- Alfred Hanowerski (Alfred) (ur. 22 września 1780 w Windsorze, zm. 20 sierpnia 1782 tamże).
- Amelia (ur. 5 sierpnia 1783 w Windsorze, zm. 2 listopada 1810 tamże)[14].

## Upamiętnienie
- Na cześć królowej nazwano: Wyspy Królowej Charlotty (obecnie znane jako Haida Gwaii), miasto na tych wyspach – Queen Charlotte City (od 2022 Daajing Giids), pobliską zatokę, kanał(inne języki) niedaleko Vancouveru, zatokę w Zachodnich Falklandach, cieśninę na Wyspie Południowej (Nowa Zelandia); kilka fortyfikacji, np. Fort Charlotte w Saint Vincent; Charlottesville w Wirginii; Charlottetown na Wyspie Księcia Edwarda; Charlotte w Karolinie Północnej; Hrabstwo Mecklenburg (Karolina Północna), Hrabstwo Mecklenburg (Wirginia), Hrabstwo Charlotte w Wirginii; hrabstwo Charlotte na Florydzie, Port Charlotte na Florydzie; Port Charlotte na Florydzie i Charlotte w stanie Vermont.
- W 1776 na cześć królowej założono Uniwersytet Rutgersa[15]. Jej imię nosi najstarszy budynek na terenie uczelni i najstarszy kampus[16].
- W szpitalu królowej Charlotty i Chelsea w Londynie, którego była patronką[9], co roku odbywa się bal imienia królowej[17].
- Na jej cześć nazwano rodzaj efektownych roślin południowoafrykańskich – strelicji (Strelitzia)[18].
- Pomniki królowej stoją w Bloomsbury w Londonie[19], na terenie Portu lotniczego Charlotte[20] oraz na terenie Międzynarodowego Centrum Handlu w Charlotte w Północnej Karolinie[21].
- W serialu telewizyjnym Prince Regent (1979) królową zagrała Frances White[1].
- W rolę Charlotty wcieliła się Helen Mirren w filmie Szaleństwo króla Jerzego z 1994 roku. Postać królowej pojawiła się również w serialu produkcji Netflix – Bridgertonowie, gdzie zagrała ją Golda Rosheuvel(inne języki)[22][23], a także w spin-offie – Królowa Charlotta: Opowieść ze świata Bridgertonów, gdzie młodą bohaterkę zagrała India Amarteifio(inne języki)[24].

## Hipoteza o pochodzeniu
Produkcje Netflixa, seriale Bridgertonowie i Królowa Charlotta: Opowieść ze świata Bridgertonów do kreacji postaci królowej używają hipotezy o pochodzeniu królowej. W 1940 jamajsko-amerykański pisarz J.A. Rogers w książce Sex and Race zwrócił uwagę, że portret królowej namalowany w 1761 przez Allana Ramsaya ukazuje szerokie nozdrza i wydatne wargi władczyni. Z tego wysnuł tezę, że wśród przodków i przodkiń Charlotty mogły być osoby o afrykańskich korzeniach. Tezę miała popierać opinia Horace’a Walpole’a, który, opisując królową, zwrócił uwagę, że ma nozdrza rozszerzające się zbyt szeroko; usta mające tę samą wadę. Współcześni mieli opisywać Charlottę jako królową o twarzy mulatki, zwracając uwagę na jej brązową skórę. Tezę o Charlottcie jako pierwszej czarnej królowej Wielkiej Brytanii spopularyzował historyk Mario de Valdes y Cocom. Według niego Niemka Zofia Charlotta pochodziła z czarnej gałęzi portugalskiej rodziny królewskiej. Przodkinią Charlotty miała być Margarita de Castro e Souza, portugalska szlachcianka z XV wieku, potomkini króla Portugalii Afonsa III (XIII wiek) i jednej z jego kochanek – Madragany, Maurki lub Mozarabki. Nie ma na to żadnych dowodów. Teza nie zyskała poparcia historyków.

## Genealogia
| Pradziadkowie                                                            | Adolf Fryderyk I (1588–1658) ∞1635 Maria Katarzyna z Brunszwika-Lüneburga-Dannenbergu (1616–1665)              | Adolf Fryderyk I (1588–1658) ∞1635 Maria Katarzyna z Brunszwika-Lüneburga-Dannenbergu (1616–1665)              | Krystian Wilhelm I Schwarzburg-Sondershausen (1647–1721) ∞1673 Antonia Sybilla Barby-Mühlingen (1641–1684)     | Krystian Wilhelm I Schwarzburg-Sondershausen (1647–1721) ∞1673 Antonia Sybilla Barby-Mühlingen (1641–1684)     | Ernest (książę Saksonii-Hildburghausen) (1655–1715) ∞1680 Zofia Henrietta Waldeck-Eisenberg (1662–1702)        | Ernest (książę Saksonii-Hildburghausen) (1655–1715) ∞1680 Zofia Henrietta Waldeck-Eisenberg (1662–1702)        | Jerzy Ludwik Erbach-Erbach (1643–1693) ∞1664 Amalia Katarzyna Waldeck (1640–1697)                              | Jerzy Ludwik Erbach-Erbach (1643–1693) ∞1664 Amalia Katarzyna Waldeck (1640–1697)                              |
| Dziadkowie                                                               | Adolf Fryderyk II (1658–1708) ∞1705 Krystyna Emilia von Schwarzburg-Sondershausen (1681–1751)                  | Adolf Fryderyk II (1658–1708) ∞1705 Krystyna Emilia von Schwarzburg-Sondershausen (1681–1751)                  | Adolf Fryderyk II (1658–1708) ∞1705 Krystyna Emilia von Schwarzburg-Sondershausen (1681–1751)                  | Adolf Fryderyk II (1658–1708) ∞1705 Krystyna Emilia von Schwarzburg-Sondershausen (1681–1751)                  | Ernest Fryderyk I (1681–1724) ∞1704 Zofia Albertyna Erbach-Erbach (1683–1742)                                  | Ernest Fryderyk I (1681–1724) ∞1704 Zofia Albertyna Erbach-Erbach (1683–1742)                                  | Ernest Fryderyk I (1681–1724) ∞1704 Zofia Albertyna Erbach-Erbach (1683–1742)                                  | Ernest Fryderyk I (1681–1724) ∞1704 Zofia Albertyna Erbach-Erbach (1683–1742)                                  |
| Rodzice                                                                  | Karol Ludwik Fryderyk z Meklemburgii-Strelitz (1708–1752) ∞1735 Elżbieta z Saksonii-Hildburghausen (1713–1761) | Karol Ludwik Fryderyk z Meklemburgii-Strelitz (1708–1752) ∞1735 Elżbieta z Saksonii-Hildburghausen (1713–1761) | Karol Ludwik Fryderyk z Meklemburgii-Strelitz (1708–1752) ∞1735 Elżbieta z Saksonii-Hildburghausen (1713–1761) | Karol Ludwik Fryderyk z Meklemburgii-Strelitz (1708–1752) ∞1735 Elżbieta z Saksonii-Hildburghausen (1713–1761) | Karol Ludwik Fryderyk z Meklemburgii-Strelitz (1708–1752) ∞1735 Elżbieta z Saksonii-Hildburghausen (1713–1761) | Karol Ludwik Fryderyk z Meklemburgii-Strelitz (1708–1752) ∞1735 Elżbieta z Saksonii-Hildburghausen (1713–1761) | Karol Ludwik Fryderyk z Meklemburgii-Strelitz (1708–1752) ∞1735 Elżbieta z Saksonii-Hildburghausen (1713–1761) | Karol Ludwik Fryderyk z Meklemburgii-Strelitz (1708–1752) ∞1735 Elżbieta z Saksonii-Hildburghausen (1713–1761) |
| Charlotta z Meklemburgii-Strelitz (1744–1818), królowa Wielkiej Brytanii | | | | | | | | |